# Крэш и Бернштейн
«Крэш и Бернштейн» (англ. Crash & Bernstein) — юмористический сериал из серий длиной от 20 до 25 минут. Премьера состоялась 8 октября 2012 года на канале Disney XD. Рассчитан на подростков от 12 лет.
Главные герои сериала: подросток Вайатт, его сёстры Жасмин, Клео и Аманда, их мама миссис Бернштейн и фиолетовая кукла Крэш. Постоянными героями также считаются: друг Вайатта Песто и сантехник мистер Пулос.
Сериал был запущен в производство в США в октябре 2012 года, всего снято 24 серии. Сериал был показан в США, Великобритании, России и других странах. В России его показывали на канале Disney с октября 2012 года по июль 2013 года. Второй сезон с 12 сериями вышел в 2013 году.

## О сериале
У подростка Вайатта нет ни брата, ни отца. Он очень хотел, чтобы в его семье появился настоящий парень. И в свой двенадцатый день рождения он делает куклу по имени Крэш. Внезапно он оживает и становится живым существом, любящим драться, бодаться, и ломать все подряд. Крэша ненавидят сёстры и мама Вайатта, потому что он всегда мешает их делам.

## Главные герои

### Крэш
Лохматый и фиолетовый зачинатель проблем. Своенравный и очень наивный. Таким представлен в сериале Крэш. Он был создан Вайаттом в магазине «Сделай друга сам». Озвучивает и управляет Тим Лагассе.

### Вайатт Бернштейн
12-летний мальчик, лучший друг Крэша. Любит бейсбол, сноубординг и скалолазание. Хозяин школьного клуба по сноубордингу. Играет Коул Дженсен.

### Клео Бернштейн
Сестра Вайатта. Владеет брендом «Клео!», которым никто не увлекается кроме неё. Играет Ландри Бендер.

### Аманда Бернштейн
Старшая сестра Вайатта. В неё влюблён Песто, хотя она на него даже не обращает внимания. Не обращет внимания на брата и сестёр. Играет Оана Грегори.

### Песто
Друг Вайатта и Крэша. Работает в развлекательном центре «ARCADE». Влюблён в Аманду. Был принят в модели. Играет Аарон Р. Лэндон.

## Второстепенные персонажи

### Мелани Бернштейн
Мама четверых детей. Не любит Крэша, но не выгоняет его из дома из-за того, что он нравится Вайатту. Играет Мэри Бердсонг.

### Карл Бернштейн
Отец четверых детей. Звериный фотограф. Признаёт Крэша классным, а Крэш его и у них полная конкуренция (так как Карл боится, что Крэш заменит его), хотя все уговаривали прекратить её. Позже поладил с Крэшем подарив ему меч с острова Борнео, а Крэш ему подарил ведро льда. Сыгран Ричардом Рукколо.

### Жасмин Бернштейн
Младшая сестра Вайатта. Тихая и молчаливая. Имеет куклу, в которую влюблён Крэш. Играет Маккенна Грейс.

### Мартин Пулос
Карлик. Работает сантехником. В одной из серий играл с Вайаттом в онлайн-игре по американскому футболу. У него есть ругань-банка. Играет Дэнни Вудбёрн.

### Мистер Грин
Главный антагонист фильма, появился в 25-26 серии, охотился на Крэша, чтобы подарить своей «любимой» маме. Есть брат Робби, который всем нравится. Играет Джон Фарли.

### Роланд
Владелец ларька с газетами, кофе, мучных изделий. Лучший друг Мистера Пулоса. Любит Кошек. Играет Рон Фанчес.

## Список серий

### 1 сезон
| №  | Премьера   | Название серии                     | Сюжет |
| -- | ---------- | ---------------------------------- | --- |
| 1  | 08.10.2012 | Рождение Крэша                     | Обычный подросток Вайатт Бернштейн, растущий в округе только представителей женского пола, очень хочет брата. На 12-й день рождения он создаёт куклу Крэша, который оживает и устраивает полную неразбериху в доме уже в первый день своего существования. |
| 2  | 15.10.2012 | Пугливый Крэш                      | Вайатт очень боится насекомых, а в школу как раз приезжает жуковед Так-Мук, и поэтому Крэш пытается отучить от боязни Вайатта, после чего Крэша жалит скорпион, и у него распухает рука. Крэш начинает бояться усов после усатого доктора. Но на встрече Вайатт перестаёт бояться, а Крэш — нет. |
| 3  | 22.10.2012 | Тренер Крэш                        | Тренер баскетбольной команды, в котором состоит Вайатт увольняется по двум причинам: первая — Крэш с заднего сидения обзывал его, вторая — он учитель истории. Крэш сам вызывается на роль тренера. Вайатт хочет объяснить, как быть хорошим тренером, но Крэш только понял что надо: много кричать, бросаться стульями, и пользоваться гелем для волос. |
| 4  | 29.10.2012 | Крэш получает образование          | Крэш ночью смотрел фильм про тюрьму, и в это же утро он впервые пошёл с Вайаттом в школу. После того, как Крэш победил главного хулигана в школе — Шлепка, все начинают бояться и уважать его. |
| 5  | 05.11.2012 | Крушитель вечеринок                | У Аманды новый друг, и она, а также Вайатт, Песто, Крэш считают его крутым. В это время он пригласил Аманду на вечеринку. Остальная троица тоже хочет попасть на вечеринку для старшеклассников. |
| 6  | 12.11.2012 | Один дома... с Крэшем              | Чтобы Вайатт пошёл в поход, ему надо доказать, что он ответственный. Аманда оставляет детей одних, но это заканчивается тем, что во время пряток Жасмин застряла в вентиляционном отсеке. |
| 7  | 19.11.2012 | Мотоциклетный Крэш                 | Вайатт заметил что Крэш и Песто не ладят, и с советами Клео он делает их лучшими друзьями, и они делают всё без него. Вайатт решает сделать себе робота, который по словам Крэша похож на Тейлора Лотнера. |
| 8  | 14.01.2013 | Рождение Крэша                     | Крэш ворует вещи. Вайатт объясняет, что нужно всё вернуть; то, что он украл в «Аркаде», он вернул. После этого Крэш находит даму, которая говорит, что он может что-нибудь пожертвовать и получит карму. Тот даёт ей ювелирные украшения, которые он не успел вернуть. Вскоре в квартиру приходят два копа и они сказали, что он жертва Дорис, которая продаёт всё, что ей дают на «пожертвование», а сама кладёт деньги в карман. Крэш с Вайаттом решают вывести Дорис на чистую воду. |
| 9  | 21.01.2013 | Системный Крэш                     | В доме все сидят на технике, Вайатт также учит Крэша о том, что такое интернет. Позже Вайатт играл в онлайн-футбол и выяснялось, что его побеждал Мистер Пулос. Во всём районе из-за бури пропадает Wi-Fi и дети не знают, чем себя занять. В этом им помогает Мистер Пулос. |
| 10 | 28.01.2013 | Крэш влюбляется                    | У Жасмин день рождения и в дом приезжает кукольный театр. Крэш влюбляется в куклу-Лолу, чем пользуется её кукловод, чтобы поесть бесплатно крылышки (ведь на самом деле Лола не живая кукла как Крэш, а простой ручной манекен). Тем временем Жасмин разбирает все свои подарки. |
| 11 | 04.02.2013 | Коротышка Крэш                     | У Вайатта в школе делают фото для альбома, а каждый раз у него перед этим случается что-то с лицом, и мама ему уже стала угрожать. Вайатт с Песто дрались с девчонками в грязи, и у Вайатта обнаружилась жвачка в волосах. Тем временем Крэш подавлен тем, что он маленького роста. Его подбадривает Мистер Пулос и рассказывает, какие плюсы бывают в маленьком росте. |
| 12 | 11.02.2013 | Свободу Крэшу и Компании           | Мама Вайатта считает что Вайатту и Крэшу одиноко и она посылает им мальчугана-Джерри, он им сразу не нравится. Мама думает, что это не так уж и плохо, но стоило ей встретится с мамой Джерри миссис Флёрджер… они все 3 стали избегать их, но вскоре Мама решила постоять за себя. Крэшу удаётся «спасти» «Языком надоедливых зануд». |
| 13 | 18.02.2013 | Богатый и знаменитый Крэш          | У Крэша стало много денег от Миссис Лопес. Он сказал, что деньги его не изменят, хотя он купил выборы Вайатта и сделал вип-клуб в Аркаде. Вскоре, когда деньги кончаются, он осознаёт свою ошибку. |
| 14 | 25.02.2013 | Крэшезаражение                     | В доме все заболевают гриппом, после того, как им переболел Вайатт. Сам Вайатт хочет пойти в поход на выходные, поэтому старается вылечить всех поскорее. А Крэш узнаёт, кто такие микробы, и начинает бояться и изолироваться от них, но вскоре он сам заболел. |
| 15 | 04.03.2013 | Похищение Крэша                    | Школьный хулиган Шлепок, которого, как оказывается, зовут Волан, стал воровать вещи, Вайатт сопротивляется и Волан «берёт в заложники» Крэша. Крэш пытается развлечь Волана. Вайатт специально говорит, что не будет его менять на велосипед. Крэш обиделся, но Вайатт всё объяснил и Крэш окончательно достал Шлепка, после чего тот больше не отбирал вещи. |
| 16 | 11.03.2013 | Крэш и Флекс Флетчер               | В школе распродажа, Вайатт просит Крэша найти, что можно продать в шкафу. Крэш находит резиновую куклу Флекса Флетчера. Вайатт говорит, что он сопровождал его в детстве и его нельзя продавать. Крэш пытается уничтожить Флекса, но все попытки неудачны. Крэш пытается вызвать ревность у Вайатта, но это тоже не получается. На распродаже Крэш решает продать Флекса, чтобы от него избавиться.                                                                                     |
| 17 | 18.03.2013 | Крэш-Максимус                      | В Крэша шарахнула молния и он зарабатывает размножение личности. Когда он слышит громкий шум, он становится то повар Эль-Косинейро, то древним человеком, то кошкой, то миллионером, то Максимусом. Личность последнего Вайатту подходил, ведь он мог помочь в устном докладе про Древний Риму. Но и сёстрам нужны некоторые из личностей Крэша. |
| 18 | 25.03.2013 | Крэшемания                         | В школе открывается секция по борьбе, куда записываются Крэш, Вайатт и Песто. Крэш устраивает там беспорядок наподобие любимого шоу с рестлингом. Тем временем, Клео становится чирлидером ради статьи в школьной газете, а Мистер Пулос рассказывает Крэшу, что он был борцом. |
| 19 | 15.04.2013 | Книга комиксов Крэша               | Крэш узнаёт, что Вайатт делает комиксы про себя и своих знакомых: Шредер-Вайатт и Опоссум-Песто борются со злодеями Приставучкой-Амандой, Злыдней-Клео. Крэш продаёт эти комиксы в школе. Вскоре Роланд и Мистер Пулос предлагают снять фильм по ним. У них это получается плохо, ещё и Крэш злится на Вайатта за то, что тот сделал его лишь помощником героя. |
| 20 | 22.04.2013 | Крэш на параде                     | Приближаются летние каникулы. Под конец учебного года выясняется, что Вайатт и Крэш должны отработать два часа общественных работ в городе до конца недели, иначе они не перейдут в восьмой класс, чего и желает Крэш. Тем временем, Роланд как художественный руководитель местного парада предлагает Аманде побыть в образе Сакагавеи вместо пожилой артистки. |
| 21 | 25.06.2013 | Крэши Умные Штанишки               | Крэш и Вайатт подрабатывают в газетном ларьке Роланда, где Крэш в своей манере не лезет в карман за словом перед клиентами, а те внезапно начинают позже благодарить его за «советы» и воспринимать его как «гения и провидца». Среди клиентов оказывается и босс Мелани. |
| 22 | 08.07.2013 | Монстр Крэш                        | Крэш приобретает кепку на ралли монстр-траков и начинает считать, что она счастливая. Позже кепка теряется и Крэш начинает подозревать всех в её краже. |
| 23 | 15.07.2013 | Крэш задаёт слишком много вопросов | Вайатт хочет поучаствовать в местной телеигре «Семью безумцев смотрит Портленд» в надежде вместе со своей семьёй выиграть 10 000 долларов. Тем временем, Крэш узнаёт о виртуальном ассистенте Кэсси в телефоне Вайатта и начинает донимать его странными вопросами, из-за чего в дом Бернштейнов заявляется настоящая Кэсси. |
| 24 | 22.07.2013 | Крэш — мужчина                     | Мистер Пулос учит Песто, Вайатта и Крэша всему, чему умеет, чтобы те помогали ему по работе и чтобы «они стали мужчинами». Вскоре Мистер Пулос и Роланд отправляются в лесной поход «для взрослых мужчин» и троица хочет отправиться с ними. |
| 25 | 29.07.2013 | Крэш в бегах                       | Крэша, как и других моделей кукол, отзывают и Вайатт собирается его отнести в отделение фабрики «Bestie», чтобы починить. Как оказалось, на самом деле в отделении не чинят, а уничтожают, взамен давая новые куклы. Мальчик и его друг меняют своё решение и уходят, но вскоре их начинает преследовать представитель фабрики Мистер Грин, которому Крэш нужен не для возврата... |
| 26 | 29.07.2013 | Крэш в бегах                       | Крэша, как и других моделей кукол, отзывают и Вайатт собирается его отнести в отделение фабрики «Bestie», чтобы починить. Как оказалось, на самом деле в отделении не чинят, а уничтожают, взамен давая новые куклы. Мальчик и его друг меняют своё решение и уходят, но вскоре их начинает преследовать представитель фабрики Мистер Грин, которому Крэш нужен не для возврата... |

### 2 сезон
| №  | Премьера   | Название серии                   | Сюжет |
| -- | ---------- | -------------------------------- | --- |
| 1  | 07.10.2013 | Нос — всему голова               | Вайатт, Крэш и Песто устали от того, что в квартире сёстры первого постоянно устраивают девичники, поэтому они ищут новое место для своих посиделок. Вскоре, они находят двор у заброшенной фабрики и чистят её от мусора, но на следующий день её занимают старшеклассники. Попутно, Песто помогает Аманде устроиться в модельное агентство. |
| 2  | 14.10.2013 | Здоровый Хэллоуин                | В школе проходит Хэллоуин, однако миссис Флёрджер, как одна из родителей, добивается запрета в школе Вайатта и Крэша стандартных практик празднества, наподобие костюмов, запугиваний и, конечно же, конфет. Тем временем, Крэш прознаёт, что Аманда — мастер по маскировке и запугиванию.                                                    |
| 3  | 21.10.2013 | У Крэша ребёнок                  | Вайатт, Крэш и Песто на уроке по половому воспитанию получают по куриному яйцу, дабы заботиться о них. Однако, Крэш чересчур сильно начал воспринимать яйцо как своего ребёнка. Тем временем, Мелани помогает Клео сдать физкультурные нормативы.                                                                                             |
| 4  | 28.10.2013 | Хлам и Бернштейн                 | Клео подговорила Вайатта, Крэша и Песто принять участие на скоростное построение пирамидок из пластиковых стаканчиков. Попутно, Аманда растянула лодыжку и Песто нанимается ей в помощники, а Крэш собирает из мусора живого друга. |
| 5  | 18.11.2013 | Шанс вступить в братство         | Крэша принимают в братство колледжа за его ловкие трюки с фрисби. Вайатта также принимают в братство в надежде за то, что тот поможет студентам с домашними заданиями. Тем временем, Аманда продолжает разыгрывать Песто и Клео, поэтому те хотят ответить ей тем же.                                                                         |
| 6  | 19.11.2013 | Боевик Зеро                      | В школу прибывает известный актёр Джек Махоуни ради рекламы снимающегося фильма со своим участием «Охотник на мутантов VI». Песто и Вайатт получают пропуски на съёмки этого фильма, а Крэш, решив, что он — самый сильный, провоцирует актёра на поединок.                                                                                   |
| 7  | 20.11.2013 | Каков отец, такой и фиолет       | В дом Бернштейнов с долгой командировки возвращается Карл — отец Вайатта и его сестёр, фотограф-натуралист. Карл сокрушается от того, что в его отсутствие Вайатт проводил время с Крэшем, и боится, что Карл перестал быть для сына крутой отцовской фигурой. Тем временем, Клео репетирует танцевальный номер.                              |
| 8  | 03.12.2013 | Счастливого Крэшенфеста          | Крэш не рад тому, что семья Бернштейнов празднует не Рождество, а Хануку, поэтому решает изобрести свой праздник Крэшенфест. Тем временем Вайатт и его сёстры готовятся к приезду тёти Бидди, которая готовит плохие пироги, но при этом на празднике даёт $100 самому примерному ребёнку в доме.                                             |
| 9  | 07.07.2014 | Кря, кря, Крэш                   | Крэш случайно разбивает вазу с прахом Пукинса — любимой кошки Мелани. Вайатт и Карл пытаются скрыть это, но об этом случайно прознаёт Жасмин. В попытках поразвлечь Жасмин, Крэш случайно гипнотизирует Карла и тот думает, что он — утка. |
| 10 | 18.07.2014 | Спасение с острова Большой стопы | Мартин решает отправиться на рыбалку вместе с Песто, Вайаттом и Крэшем. Планы испортила озёрная акула и четвёрка застряла на острове Большой Стопы. Вайатт видит в этом шанс испытать подарок от отца — фотоаппарат. |
| 11 | 21.07.2014 | Крэш-автомеханик                 | Мартин проспорил Крэшу книгу про починку мотоциклов и тот решает завести мотомастерскую вместе с Вайаттом. |
| 12 | 28.07.2014 | Смыло в космос                   | Крэш путём своих привычных проделок уговаривает миллиардера Трента Биксби взять его и друзей на полёт в космическом корабле для богачей. |
| 13 | 18.08.2014 | Двухголовый                      | Прыщ на теле Крэша разросся до говорящей головы, который называет себя «Такером Тейлором». Он становится хитовым шоуменом на телевидении местной школы и постепенно берёт верх над телом. Тем временем, Клео учит Аманду оскорблять постояльцев, которая работает в тематической пиццерии.                                                    |